# Massacro di Mountain Meadows
Il massacro di Mountain Meadows fu un sanguinoso episodio verificatosi venerdì 11 settembre 1857 durante la presidenza di James Buchanan, al culmine di una serie di attacchi iniziati il 7 settembre a margine della rivolta mormone nei pressi dell'area montuosa nota come Mountain Meadows, area situata nello Stato statunitense dello Utah e lungo l'Old Spanish Trail: a compiere il massacro furono circa cinquanta mormoni, i quali, travestiti da nativi americani e con la complicità di veri "indiani" della tribù dei Paiute, assalirono la carovana Baker-Fancher, una carovana di pionieri inermi provenienti dall'Arkansas e diretti in California.
Vi furono circa 120 morti e tra le vittime vi furono anche donne e bambini. Principali responsabili del massacro furono John Doyle Lee (condannato a morte per il fatto nel 1877), William H. Dame, Isaac C. Haight e Philip Klingensmith. La ricostruzione dei fatti è basata sui racconti dei bambini sopravvissuti al massacro, in quanto i diari dei pionieri andarono distrutti.

## I motivi di contrasto

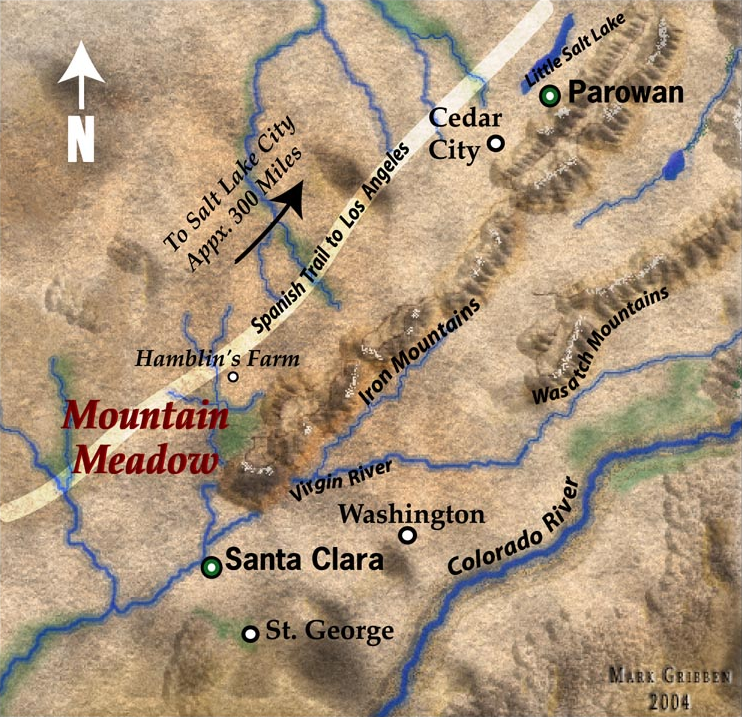
L'area in cui si consumò il massacro

Tra i motivi che portarono a un'escalation di eventi sanguinosi vi fu l'invio nello Utah (colonizzato dai Mormoni nel 1847 ed annesso agli Stati Uniti nel 1850, con il capo mormone Brigham Young come primo governatore) da parte del presidente James Buchanan di uomini di legge che sarebbero stati coinvolti in alcuni scandali. Una volta rimossi dai loro incarichi, alcuni di loro avrebbero infatti affermato di essere stati cacciati con la forza dai coloni mormoni, che si stavano ribellando a Washington.
Temendo una rivolta mormone, il presidente statunitense Buchanan decise di inviare in segreto l'esercito per soffocare eventuali ribellioni sul nascere. Nel corso di questi eventi, che portarono alla ribellione nota come Guerra dello Utah, il 5 agosto 1857 il governatore Brigham Young instaurò la legge marziale, che impediva tra l'altro di attraversare lo Utah senza un permesso. Tra le conseguenze della legge vi fu la riluttanza da parte dei cittadini dello Utah di vendere cibo ai viaggiatori.

## I fatti

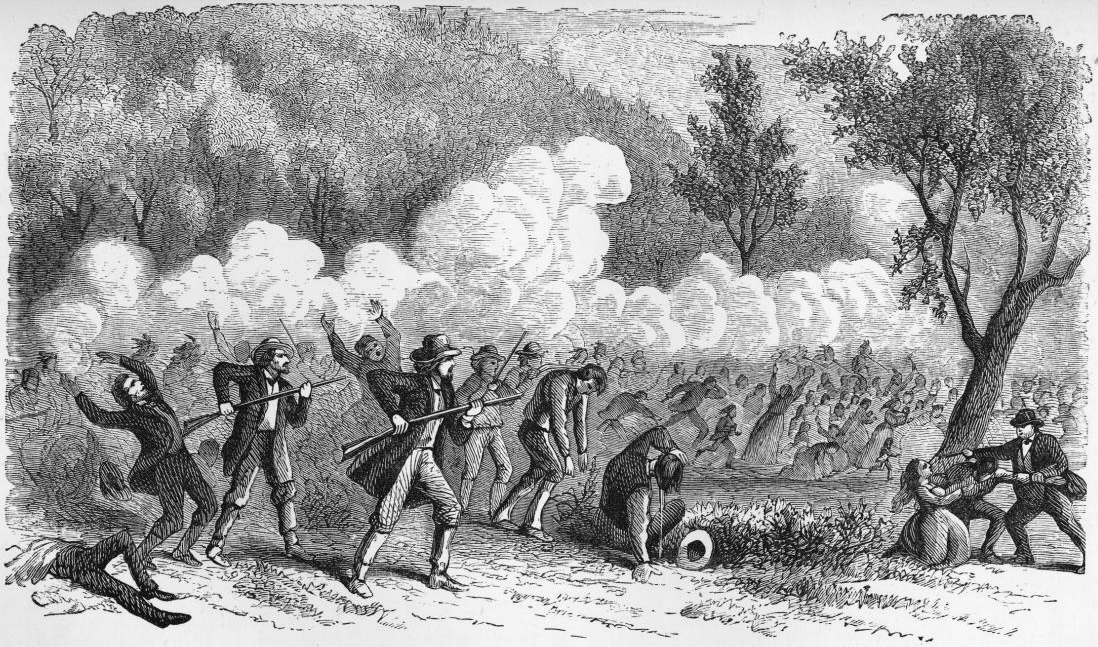
Il massacro di Mountain Meadows in un'illustrazione del 1873, realizzata da D. Appleton e pubblicata nel libro Rocky Mountain Saints, edito da T.B.H. Stenhouse

### Il viaggio della carovana Baker-Fancher
La carovana di pionieri coinvolta nel massacro, composta da circa 140-150 persone (donne, uomini e bambini), quaranta carri, centinaia di cavalli e mille capi di bestiame, era partita dall'Arkansas diretta in California nella primavera del 1857. La carovana era guidata da John T. Baker e da Alexander Fancher e per questo è passata alla storia come "Carovana Baker-Fancher". La maggior parte era partita da una località nei dintorni di quella che è oggi la città di Harrison, nell'Arkansas. Altri gruppi, che si unirono alla carovana nel corso del viaggio, provenivano dal Missouri, dall'Illinois, dall'Ohio, dal Tennessee e dal Texas nord-orientale.
Dopo aver attraversato il Kansas e il Nebraska nei primi giorni di settembre del 1857, i pionieri erano giunti a Cedar City, nello Utah, passando per Salt Lake City.

A Cedar City, i pionieri tentarono di vendere grano ed altre merci ai mormoni del luogo, ricevendo però un rifiuto, dato che questi ultimi li ritenevano possibili nemici.

### L'attacco
I pionieri decisero così di proseguire in direzione sud-ovest, ma, una volta giunti nei pressi di Mountain Meadows, il 7 settembre o l'8 settembre 1857 furono attaccati da un gruppo di cosiddetti pellerossa e di mormoni travestiti da nativi americani, che uccisero 7 uomini e ne ferirono altri 16.

### Il massacro dell'11 settembre 1857

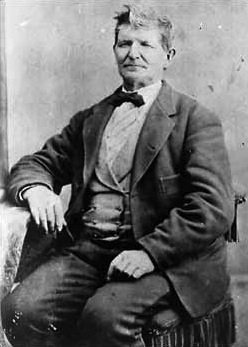
John D. Lee (1812-1877), vescovo mormone, principale responsabile del massacro

Dopo circa quattro giorni di strenua resistenza da parte dei pionieri, che nel frattempo erano rimasti senz'acqua e senza munizioni, la mattina dell'11 settembre 1857 un gruppo di mormoni guidato dal vescovo John D. Lee (il quale recava una bandiera bianca e si spacciò per ministro degli Affari indiani), riuscì con l'inganno a convincere i pionieri a deporre le armi, offrendo loro una scorta per uscire dall'area. Così, il gruppo formato da donne e bambini si lasciò scortare da alcuni mormoni, dopodiché altri mormoni armati scortarono il gruppo di pionieri formato da uomini e ragazzi. Al tempo stesso, i nativi americani fecero razzie delle provviste dei pionieri.
Dopo un miglio di cammino fu dato un segnale (l'urlo "Fate il vostro dovere!", forse dato da Lee), al quale i mormoni armati aprirono il fuoco sul gruppo di uomini e ragazzi, mentre un gruppo di indiani della tribù dei Paiute assalì il gruppo formato da donne e bambini. Furono lasciati vivi 18 bambini, che i mormoni portarono con sé assieme alle vettovaglie. Tra questi, vi era però una bambina di 11-12 anni che - secondo quanto riferito in seguito da una bambina più piccola, Nancy Saphrona Huff, che a Mountain Meadows aveva visto uccidere i genitori, tre fratelli e una sorella - non fu risparmiata, nel timore che potesse essere una scomoda testimone: fu l'ultima vittima del massacro. Ai corpi dei pionieri non fu data una degna sepoltura: il giorno seguente, furono spogliati completamente da John D. Lee, Isaac Haight e Philip Klingensmith e lasciati in pasto agli animali al pascolo..
Soltanto due anni dopo, su sollecitazione dei parenti delle vittime, le ossa di almeno 29 delle 120 vittime furono rinvenute da alcuni soldati della cavalleria degli Stati Uniti, guidati dal generale James Henry Carleton (1814-1873), che si occuparono della loro sepoltura, scavando sul posto una fossa comune. Sul luogo, fu poi apposta una lapide che reca la scritta "Qui riposano le ossa di 120 uomini, donne e bambini dell'Arkansas, trucidati l'11 settembre 1857".

## Vittime e superstiti

### Elenco delle vittime accertate

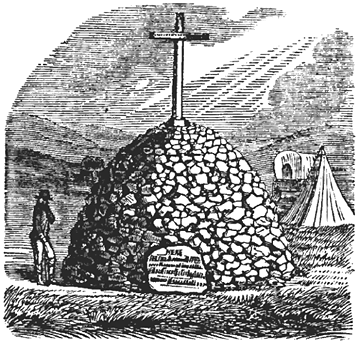
La stele sul luogo dove sono sepolte le vittime del massacro, eretta nel 1859

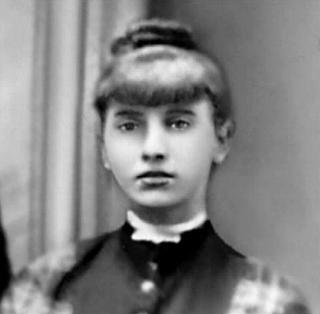
Nancy Sephrona Huff, una delle superstiti del massacro, nel 1875

#### Uomini e ragazzi sopra i 14 anni[9]
- William Aden Allen, 51 anni
- George Washington Baker, 57 anni
- John Twitty Baker, 52 anni
- Abel Baker, 19 anni
- John Beach, 21 anni
- William Cameron, 51 anni
- Tillman Cameron, 21 anni
- Isom Cameron, 18 anni
- Henry Cameron, 16 anni
- Allen P. Deshazo, 20 anni
- Jesse Dunlap Jr., 39 anni
- Lorenzo Law Dunlap, 49 anni
- William M. Eaton, ? anni
- Silas Edwards, 26 (?) anni
- Cap. Alexander Fancher, 45 anni
- William Fancher, 17 anni
- James Matthew Fancher, 25 anni
- Robert Fancher, 19 anni
- James K. Huff, 16 anni
- John Milum Jones, 32 anni
- Newton Jones, 23 anni
- Lawson A. McIntire, 21 anni
- Josiah/Joseph Miller, 30 anni
- Charles R. Mitchell, 25 anni
- John D. Mitchell, 23 anni
- John Prewit, 20 anni
- William Prewit, 18 anni
- Milum L. Rush, 28 anni
- Se(a)bron Tackitt, 18 anni
- Pleasant Tackitt, 25 anni
- Richard Wilson, ? anni
- Solomon R. Wood, 20 anni
- William Wood, 26 anni

#### Donne e ragazze sopra i 14 anni[9]
- Manerva A. Bella Baker, 25 anni
- Martha Cameron, 51 anni
- Mary Wharton Dunlap, 39 anni
- Ellender Dunlap, 18 anni
- Nancy M. Dunlap, 16 anni
- Eliza Ingrum Fancher, 32/42 anni
- Mary Fancher, 15 anni
- Saleta Ann Brown Huff, 36 anni
- Elisha Huff
- Eloah Angeline Tackitt Jones, 26 anni
- Matilda Cameron Miller, 26 anni
- Sarah C. Baker Mitchell, 21 anni
- Cynthia Tackitt, 49 anni
- Marion Tackitt, 20 anni
- Matilda Tackitt, 16 anni
- Amilda Miller Tackitt, 22 anni

#### Bambini e ragazzi sotto i 15 anni[9][10]
- Mary Lovina Baker, 7 anni
- Melissa Ann Beller, 14 anni
- David W. Beller, 12 anni
- James Cameron, 14 anni
- Martha Cameron, 11 anni
- Larkin Cameron, 8 anni
- Nancy (nipote di William Cameron), 12 anni
- James D. Dunlap, 14 anni
- Lucinda Dunlap, 12 anni
- Susannah Dunlap, 12 anni
- Margerette Dunlap, 11 anni
- Mary Ann Dunlap, 9 anni
- Talitha Emaline Dunlap, 11 anni
- Nancy Dunlap, 9 anni
- America Jane Dunlap, 7 anni
- Thomas Fancher, 14 anni
- Martha Fancher, 10 anni
- Sarah G. Fancher, 8 anni
- Margareth G. Fancher, 7/8 anni
- William Huff, 13 anni
- John Huff, 14 anni
- Mary E. Huff, 11 anni
- ? Huff, 6 anni
- James William Miller, 9 anni
- John Mitchell, 0 anni
- James M. Tackitt, 14 anni
- Jones M. Tackitt, 12 anni

### I 17 bambini scampati al massacro[16]
- Mary Elizabeth Baker, 5 anni
- Sarah Frances Baker, 3 anni
- William Twitty Baker, 9 mesi
- Georgia Ann Dunlap, 18 mesi
- Louisa Dunlap, 4 anni
- Prudence Angeline Dunlap, 5 anni
- Rebecca J. Dunlup, 6 anni
- Sarah E. Dunlap, 1 anno
- Christopher "Kit" Carson Fancher, 5 anni
- Triphenia D. Fancher, 22 mesi
- Nancy Saphrona Huff, 4 anni
- Felix Marion Jones, 18 mesi
- John Calvin Miller, 6 anni
- Joseph Miller, 1 anno
- Mary Miller, 4 anni
- Emberson Milum Tackitt, 4 anni
- William Henry Tackitt, 19 mesi

## Le conseguenze del massacro

### Il destino dei sopravvissuti
I 17 bambini sopravvissuti al massacro furono inizialmente adottati da alcune famiglie mormoni locali. Due anni dopo l'evento, tuttavia, questi bambini poterono ricongiungersi a dei loro parenti nell'Arkansas grazie ad una sovvenzione del governo. Ad occuparsi del trasferimento nella loro terra d'origine fu il Capitano James Lynch.

### Indagini, processo e condanne

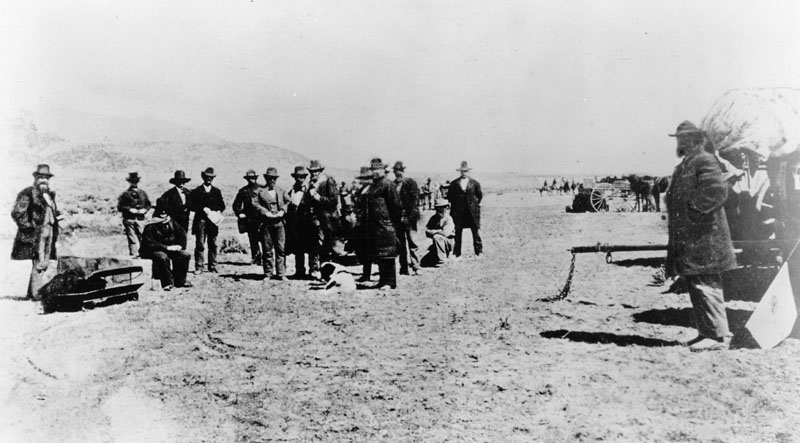
Montain Meadows, 23 marzo 1877: i momenti che precedettero la fucilazione del vescovo mormone John Doyle Lee

Per anni, il massacro fu attribuito esclusivamente ai nativi americani e il vero andamento dei fatti messo sotto silenzio. In seguito, le indagini condotte dal generale James Henry Carleton portarono alla conclusione che a commettere il massacro erano stati vari mormoni
Circa vent'anni dopo il massacro, il vescovo mormone John D. Lee fu processato da un tribunale presieduto dal giudice Boreman e, in qualità di reo confesso, condannato a morte. Fu fucilato il 23 marzo 1877 nel luogo del massacro: prima di essere giustiziato invocò Dio di essere testimone della sua innocenza e pronunciò le parole "Colpitemi al cuore, ragazzi! Non straziate il mio corpo!".
In precedenza, già nel 1870, Lee era stato scomunicato insieme ad Isaac Haight, un altro dei principali responsabili del massacro.

## Monumenti in memoria delle vittime

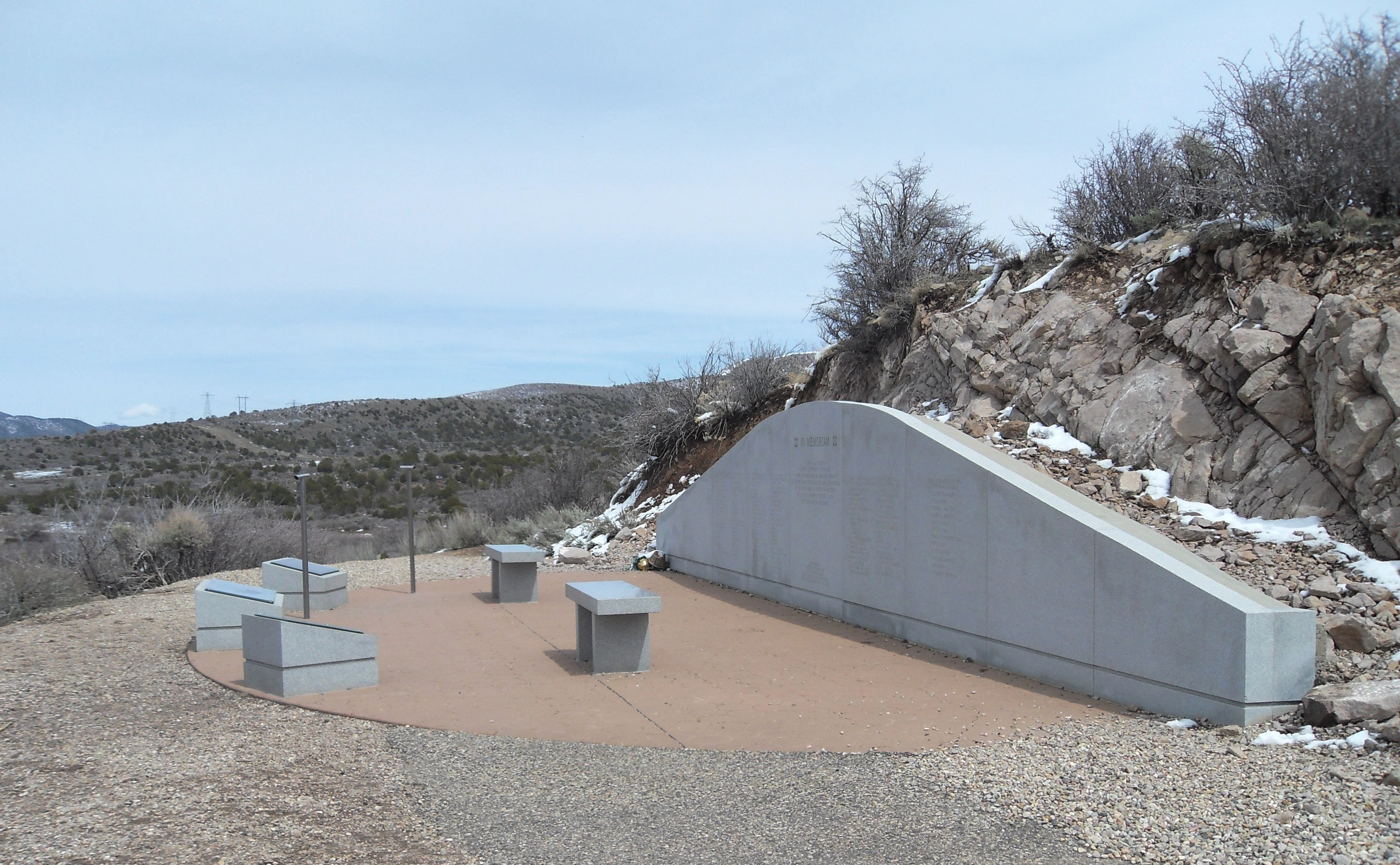
Il monumento alle vittime del massacro eretto nel 1990

Nel 1932 fu eretto a Mountain Meadows, attorno al luogo di sepoltura dei pionieri rimasti uccisi nel massacro un muro in memoria delle vittime. Un altro monumento, voluto dai discendenti delle vittime e finanziato dal governo dello Utah, fu innalzato il 15 settembre 1990: si trova lungo l'autostrada U-19 e circonda il luogo del massacro.

## Il massacro di Mountain Meadows nei media e nella cultura di massa

### Letteratura
- Di questo massacro scrive Jack London nel romanzo Il vagabondo delle stelle, personificandosi per alcune pagine nel figlio del capitano Fancher, "un bambino di otto o nove anni", e raccontando con la passione del romanziere e il realismo dello storico questo tragico episodio[18].
- Al massacro di Mountain Meadows è dedicato il libro di Juanita Brooks (1898-1989) Il massacro di Mountain Meadows (The Mountain Meadows Massacre), uscito nel 1950[14]
- Al massacro di Mountain Meadows è ispirato il romanzo della scrittrice canadese Alissa York La quarta moglie[19].
- Nel libro In cerca di guai di Mark Twain si parla diffusamente dei mormoni dal capitolo XII al capitolo XVI ed al capitolo XXV - oltre alle appendici  A) Breve Storia dei Mormoni e B) Il Massacro di Meadows Mountains (Biblioteca Adelfi 269, edizione 1993).

### Musica
- All'episodio è dedicata la canzone Mountain Meadows Massacre, scritta da un anonimo nella seconda metà del XIX secolo ed interpretata per la prima volta da George Harter.[8] Le prime due strofe della versione originale (conservata nella Liberia del Congresso USA[8]) recitano[8][20][21]:

Come all you sons of liberty, unto my rhyme give ear

'Tis of the bloody massacree you presently shall hear

In splendor o'er the mountains some thirty wagons came

They were awaited by a wicked band, oh Utah, bear the blame!
In Indian colors all wrapped in shame this bloody crew was seen

To flock around this little train all on the meadows green

They were attacked in the morning as they were on their way

They forthwith corralled their wagons and fought in blood array
[...]
- Al massacro di Mountain Meadows è dedicato il titolo di un album del gruppo country canadese Elliott Brood, pubblicato nel 2008[22][23]

### Cinema e fiction
- Il massacro di Mountain Meadows è citato in alcuni episodi della seconda stagione della serie televisiva western Alla conquista del West (How the West Was Won, 1976-1979). In particolare, se ne parla negli episodi in cui la famiglia Macahan ospita una coppia di mormoni, Jeremiah Taylor (interpretato dall'attore John Reilly) e la moglie, che sono minacciati da alcuni uomini desiderosi di vendicare la morte di alcuni parenti nel massacro;[24]
- Al massacro di Mountain Meadows è dedicato il film del 2007, diretto da Christopher Cain September Dawn.[5][6][7][13] Il film sembra voler fare dei paragoni con un altro evento avvenuto nella data dell'11 settembre (ma del 2001), ovvero l'attacco terroristico alle Torri Gemelle e al Pentagono, come altro evento legato al fanatismo religioso.[13]
- Il massacro di Mountain Meadows è descritto nel primo episodio della serie tv American Primeval.
- La trama della miniserie American Primeval, prodotta da Netflix, è tratta dalla storia del massacro.

### Fumetti
- Al massacro è ispirato il doppio episodio di Tex di Guido Nolitta La grande minaccia (n. 276) - Il vendicatore mascherato (n. 277).